# Джим Рівс
Джим Рівс (англ. Jim Reeves, 20 серпня 1923, Галловей, Техас, США — 31 липня, 1964 Теннессі, США) — американський співак, зірка кантрі-музики 1950-х та 1960-х років.
Першим успіхом Рівса були хіти «I love you», «Mexican Joe», «Bimbo» та інші. Загинув в авіакатастрофі у приватному літаку під час грози біля Нашвіллу, Теннессі.
Джим Рівс був одним з небагатьох західних співаків, котрі стали широко відомі у не-європейському світі, включаючи Африку, Індію, та Південно-Західну Азію. До цього дня його там мило звуть «Джентльмен Рівс». Дві пісні Рівса «There's a Heartache Following Me» та «Welcome to My World» були улюбленими піснями індійського гуру Мехер Баби. У Норвегії, Рівс протягом 696 тижнів займав місце серед топ-20 хітів — і став найулюбленішим співаком в історії Норвегії.

## Дискографія
див. розгорнуту дискографію в англійськомовному розділі

## Зовнішні посилання
- Jim Reeves - I Love You Because - YouTube [Архівовано 7 жовтня 2011 у Wayback Machine.]
- Welcome To My World - Jim Reeves - YouTube [Архівовано 18 вересня 2011 у Wayback Machine.]